# Ordinariat für die Gläubigen der östlichen Riten in Spanien
Dem Ordinariat für die Gläubigen der östlichen Riten in Spanien mit Sitz in Madrid obliegt die bischöfliche Leitung und Jurisdiktion über alle katholischen Christen der Katholischen Ostkirchen in Spanien, also für Angehörige der 23 unierten Ostkirchen und deren Nachkommen, für die keine eigene Hierarchie besteht.

## Geschichte
Das Ordinariat für die Gläubigen der östlichen Riten in Spanien wurde am 9. Juni 2016 durch Papst Franziskus errichtet. Mit gleichem Datum wurde der Erzbischof von Madrid, Carlos Osoro Sierra, zum ersten Ordinarius ernannt.